# Jakub Sarraf
Jakub Rijad Sarraf – prawosławny polityk libański. Ukończył inżynierię cywilną i architekturę na Uniwersytecie Amerykańskim w Bejrucie. W 1999 r. został mianowany gubernatorem Bejrutu, a w 2003 r. gubernatorem Dżabal Lubnan. W lipcu 2005 r. wszedł z nominacji rezydenckiej w skład rządu Fouada Siniory jako minister środowiska. Podał się do dymisji wraz z pięcioma ministrami szyickimi w listopadzie 2006 r.